# Prosevania multicolor
Prosevania multicolor är en stekelart som först beskrevs av Jean-Jacques Kieffer 1904.  Prosevania multicolor ingår i släktet Prosevania och familjen hungersteklar. Inga underarter finns listade i Catalogue of Life.